# شركات أوليس للتجارة والصناعة

شعار المجموعة

شركات أوليس للتجارة والصناعة وتعرف أكثر بمجموعة الشايبي، مجموعة متعددة النشاطات تعد من أكبر الشركات التونسية. يرتكز نشاطها أساسا على ثلاثة قطاعات: المساحات التجارية الكبرى، اللف والسياحة. أخذت المجموعة شكلها الحالي بعد افتتاحها في أبريل 2001 لكارفور أول هيبرماركت في البلاد والذي يشغل مساحة 18.000 متر مربع. وقد كانت المجموعة قد باعت في أكتوبر 2000 مساهمتها في شركة المواد الكيميائية والتنظيف وشركة كوديبار (مواد تجميل) لصالح شركة يونيلافر الهولندية. في أبريل 2006 استحوذت الشركة على سلسلة بونبري للسوبرماركات التي كانت تابعة لمجموعة باطام المتعثرة. للمجموعة عدة شراكات مع شركات عالمية أهمها يونيلافر، كارفور، بوش، إيستمان كوداك. يدير المجموعة (كرئيس مدير عام) توفيق الشايبي صحبة نجليه نبيل وخليل.

## وصلات خارجية
- شركات أوليس للتجارة والصناعة